# Rey Gong de Zhou
El Rey Gong de Zhou (en chino, 周共王; pinyin, Zhōu Gòng Wáng) o Rey Kung de Chou fue el sexto rey de la dinastía Zhou de China. Las fechas estimadas de su reinado son 922-900 a. C. ó 917/15-900 a. C. Sucedió a su padre Mu.
| Predecesor: Rey Mu de Zhou | Rey de China 922 a. C. - 900 a. C. | Sucesor: Rey Yi de Zhou |